# Cylindromyia townsendi
Cylindromyia townsendi là một loài ruồi trong họ Tachinidae.